# Jim Jones
Jim Jones (rođen kao James Warren Jones; Crete, Indiana, 13. svibnja 1931. -  Jonestown, Gvajana 18. studenoga 1978.) bio je osnivač sekte Hram naroda, a postao je poznat tako što je odveo u smrt 914 svojih sljedbenika od čega 276 djece, nakon što su ispili voćne sokove pomiješane s cijanidom. Članovi koji su odbili popiti napitak ubijani su vatrenim oružjem, a ljude se u sektu privuklo porukama o rasnoj harmoniji i socijalnoj pravdi.

## Životopis
Rodio se 13. svibnja 1931. godine, kao sin jednog pripadnika Ku Klux Klana u Lynnu, u Indiani. Njegova je majka, kako je tvrdio, bila pripadnica indijanskog plemena Cherokee. Ta činjenica nije nikada potvrdena.
Kao dijete bez nadzora, Jonesa je crkva fascinirala u vrlo ranoj dobi. Već 1963. imao je vlastitu zajednicu u Indianapolisu: The People's Temple Full Gospel Church. Bila je to međurasna zajednica, nesto sto je u to vrijeme u Indiani bilo nečuveno. Mladi je Jim Jones neumorno i žestoko zagovarao afroamerikance i njihova prava. Patio je i od zagonetnih napadaja nesvjestice, slusao savjete izvanzemaljaca, prakticirao liječenje vjerom i dozivljavao vizije o nuklearnom holokaustu.
Uvjeren da je smak svijeta neizbježan, da će sami Indianapolis biti metom napada, Jones je potražio usmjeravanje s nekog viseg mjesta. Pronašao ga je u časopisu  Esquire  iz siječnja 1962. godine.